# Pantopipetta lata
Pantopipetta lata là một loài nhện biển trong họ Austrodecidae. Loài này thuộc chi Pantopipetta. Pantopipetta lata được miêu tả khoa học năm 1981 bởi Stock.